# Ravno Brdo
Ravno Brdo este o localitate din comuna Ljubljana, Slovenia, cu o populație de 32 de locuitori.